# Leica M4
Le Leica M4 est un appareil photographique au format 24×36 et à mise au point télémétrique produit par Ernst Leitz GmbH.

## Leica M4
La production du M4 a commencé en novembre 1966, en tant que successeur direct des M3 et M2, avec des cadres pour les objectifs de 35 mm, 50 mm, 90 mm et 135 mm dans un viseur à grossissement de 0,72. Il dispose du compteur de vues du M3, avec réinitialisation automatique après rechargement. Le M4 a été le dernier appareil télémétrique Leica de cette époque à être principalement fabriqué à la main.
Trois modifications ergonomiques ont été introduites sur le M4 :
- un levier d'avance du film coudé, un retardateur modernisé et des leviers de sélection de cadre,
- une manivelle coudée pour rembobiner le film qui a remplacé le bouton télescopique lent à utiliser du M3,
- Un système de chargement du film plus rapide qui ne nécessite pas l’utilisation d’une bobine réceptrice amovible.

La production du Leica M4 a cessé en 1975.
Un Leica M4 de couleur olive, conçu à l’origine pour l’armée ouest-allemande, a été vendu aux enchères en 2009 pour 87 600 €.

## Leica MDa

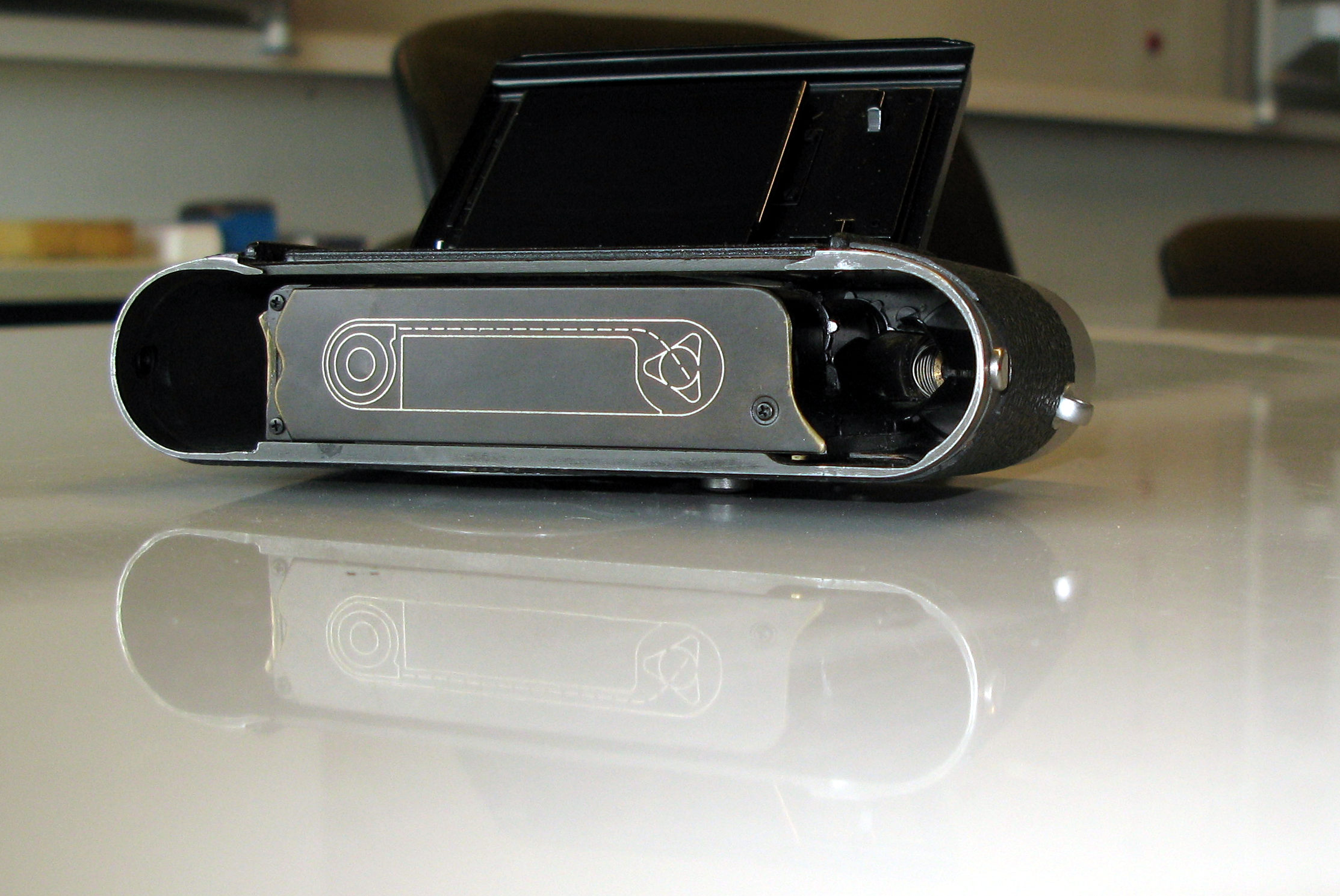
Système de chargement d'un Leica MDa

Une version scientifique sans viseur ni télémètre a été réalisée sous le nom de Leica MDa (similaire au Leica M1).

## Leica M4-2, Leica M4-P
La production du M4 s'est brièvement arrêtée en 1972. Son successeur, le M5, avait été introduit en 1971. Cependant, le M5, relativement encombrant et cher, a reçu un accueil froid, et les ventes n’ont pas été à la hauteur des attentes de Leica. La production du M4 a donc redémarré rapidement jusqu’en 1975. En 1975, une édition spéciale a été réalisée pour le 50e anniversaire de Leica, et en 1977, la société a lancé une version mise à jour, le M4-2, qui était basée sur le boîtier du M4, mais avec un processus de production rationalisé qui réduisait les coûts de fabrication. Le M4-2 a ajouté une griffe et une compatibilité d'entraînement moteur en standard, mais a supprimé le retardateur.
Le M4-2 a été suivi en 1981 par le M4-P, qui a ajouté des cadres pour les objectifs de 28 mm et 75 mm. La gamme s’est poursuivie avec le Leica M6 en 1984, qui était essentiellement un M4-P avec mesure de la lumière à travers l'objectif (TTL). La production du M4-P a finalement cessé en 1986.

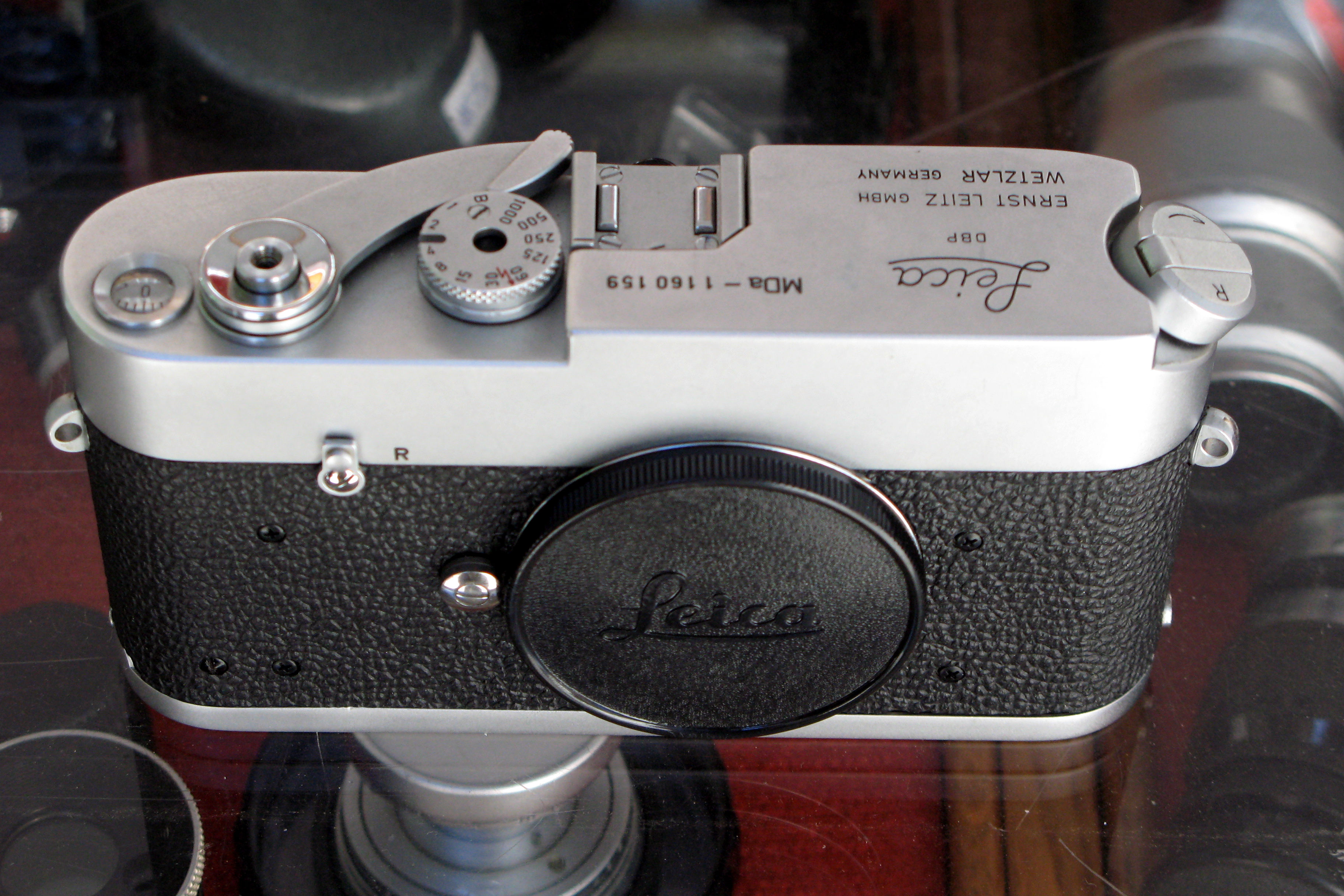
Un Leica MDa
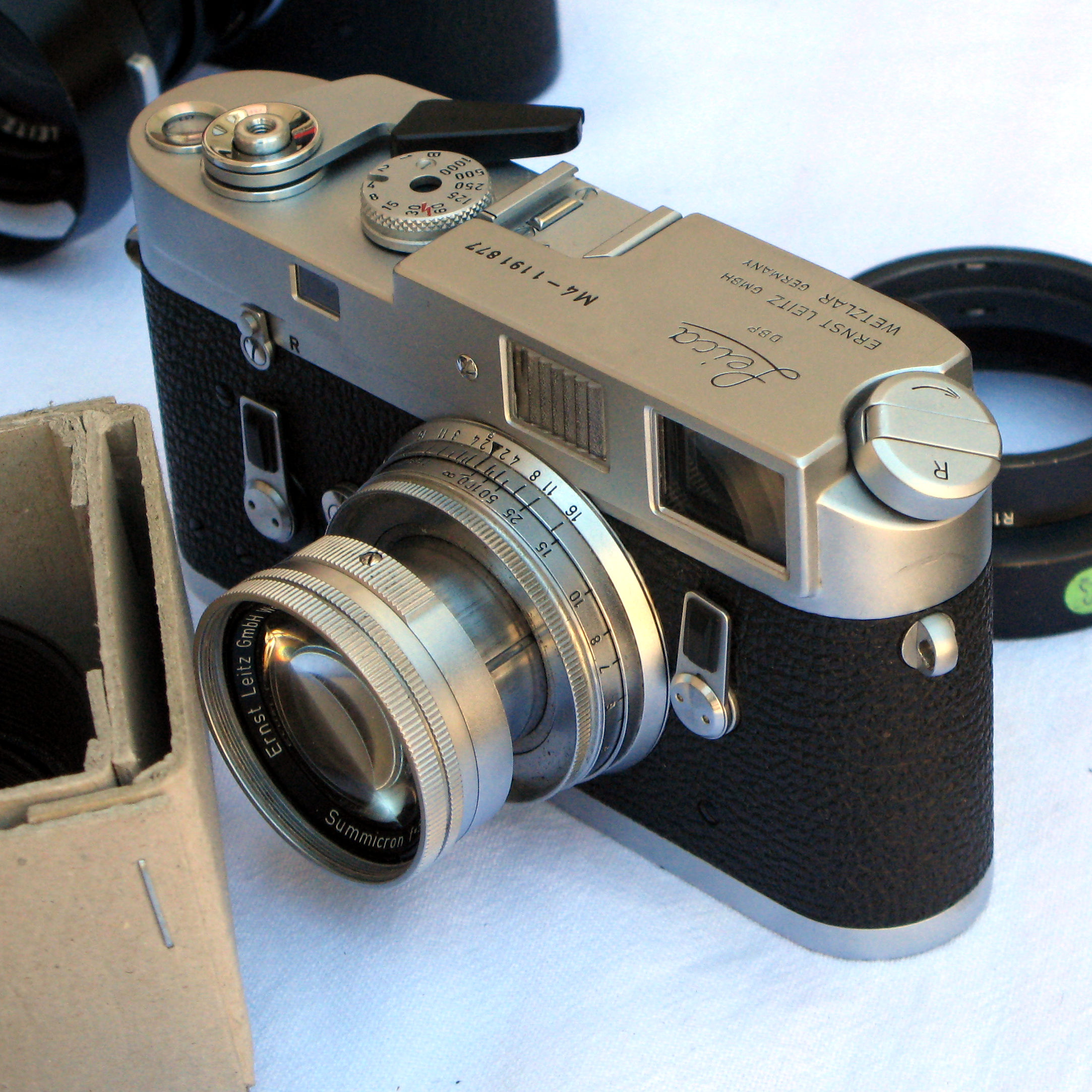
Un Leica M4 classique avec le bouton de rembobinage bien visible
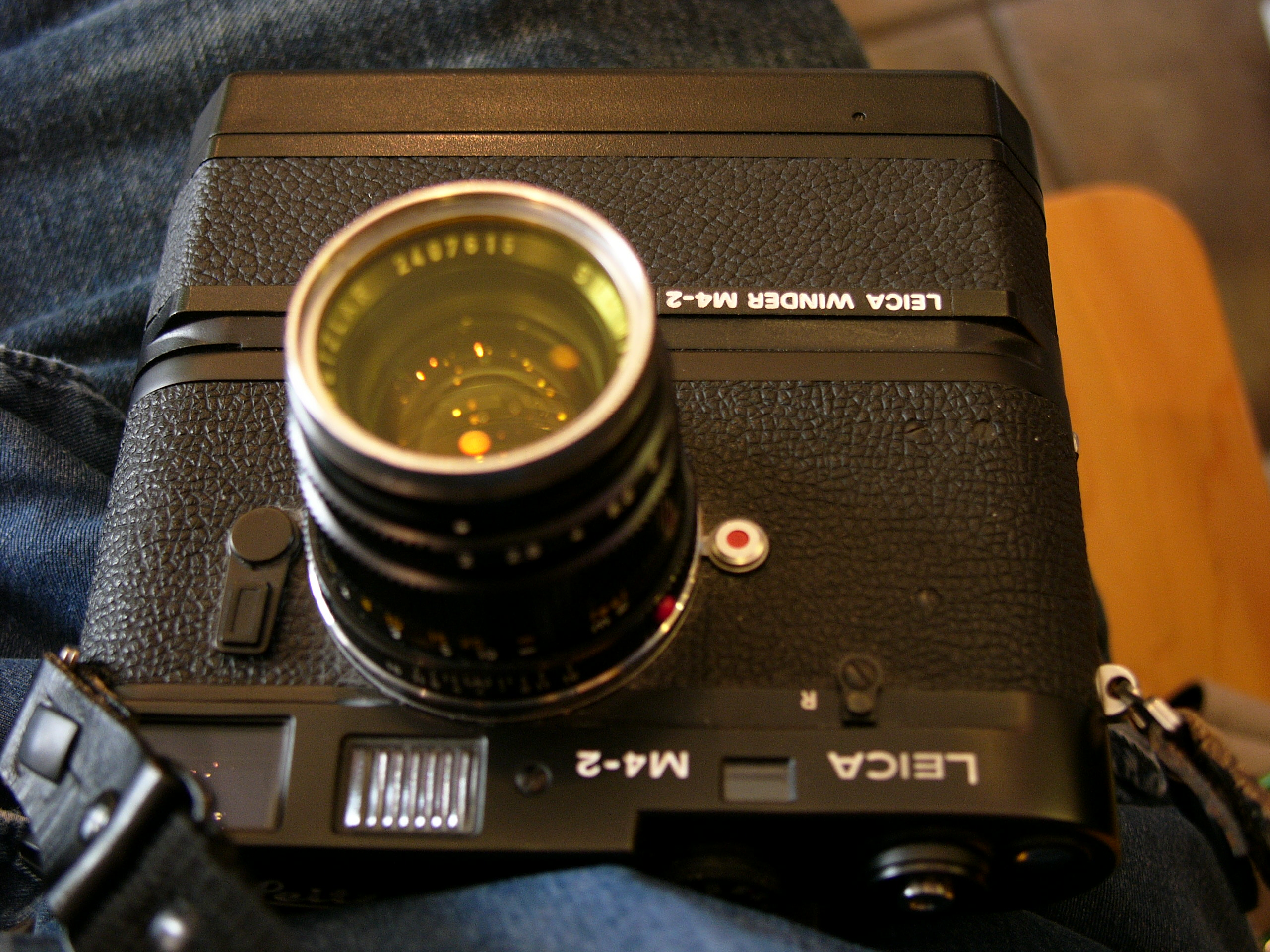
Un Leica M4-2 avec un moteur d'entraînement
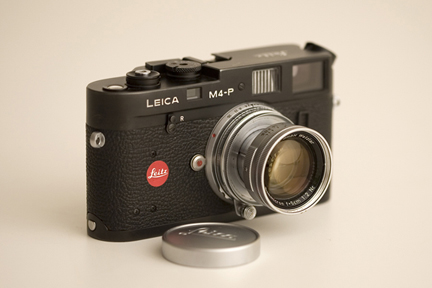
Un Leica M4-P
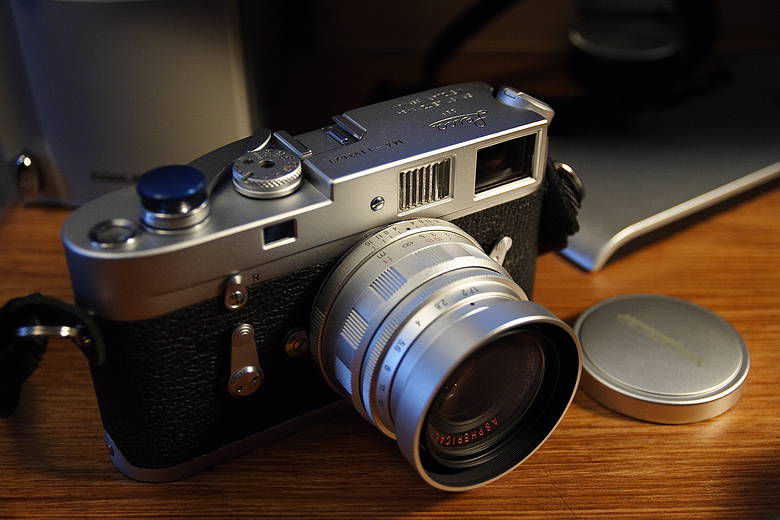
Un Leica M4 avec des leviers de type M3, une modification cosmétique populaire